# Trophée Jeff-Russel
Le trophée Jeff-Russel (Jeff Russel Memorial Trophy) est un trophée de football canadien créé en 1928 et récompensant actuellement le joueur par excellence de la Ligue de football universitaire du Québec.
Le trophée était à l'origine destiné à récompenser le joueur de la Interprovincial Rugby Football Union (prédécesseur de la division Est de la Ligue canadienne de football) qui a démontré le plus de courage, d'habileté, de jeu propre et d'esprit sportif. Il a été donné à la Canadian Rugby Union en 1928 pour honorer Jeff Russel (en), joueur du club de Montréal qui a été tué en mai 1926 alors qu'il réparait des lignes électriques pour la Montreal Light, Heat and Power. Les coéquipiers et amis de Russel ouvrent une souscription qui recueille 700 dollars et permet la fabrication d'un majestueux trophée en bronze,.
En 1973, le trophée change de désignation pour être attribué au joueur par excellence de la division Est. C'était alors le gagnant de ce trophée, ou celui du trophée Jeff-Nicklin pour la division Ouest, qui est choisi joueur par excellence de la Ligue canadienne de football. En 1994, le trophée est retiré à la demande de son conseil des fiduciaires, qui estime que la Ligue canadienne de football n'a pas respecté la destination première du trophée en n'incluant pas les critères de courage, de jeu propre et d'esprit sportif pour son attribution. De plus, la ligue aurait négligé la promotion et l'entretien du trophée ; en outre, le fait qu'avec l'expansion de la LCF aux États-Unis alors en cours, la possibilité qu'un joueur d'une équipe américaine gagne le trophée met les fiduciaires mal à l'aise. 
Le trophée Terry-Evanshen est alors créé pour récompenser le joueur par excellence de la division Est, et est encore attribué aujourd'hui.
En 2003 le trophée Jeff-Russel est réinstauré pour récompenser le joueur universitaire par excellence de la Ligue de football universitaire du Québec ; le lauréat est alors en nomination pour le trophée Hec-Crighton comme joueur par excellence de tout le football universitaire canadien.
Le trophée est conservé, ou du moins l'était en 1994, dans la salle Jeff-Russel de l'édifice du Montreal Amateur Athletic Association.

## IRFU et division Est de la LCF

### De 1928 à 1972
De 1928 à 1972, le trophée Jeff-Russel est attribué au joueur de la Interprovincial Rugby Football Union et de la division Est de la LCF qui a démontré le plus de courage, d'habileté et d'esprit sportif. À partir de 1953, le football canadien (la LCF n'existait pas encore) a commencé à décerner le titre de Joueur par excellence, avec un finaliste provenant de l'Est et un de l'Ouest. Jusqu'en 1972, ce n'était pas nécessairement le lauréat du Jeff-Russel qui représentait l'Est.
Pour la signification des abréviations, voir Glossaire des positions au football canadien.
- 1928 - Ernie Cox (C), Tigers de Hamilton
- 1929 - D. "Red" Wilson (BL), Argonauts de Toronto
- 1930 - Frank Turville (DO), Argonauts de Toronto
- 1931 - Gordie Perry (DO), Montreal AAA Winged Wheelers
- 1932 - Alex Denman (G/AV), Tigers de Hamilton
- 1933 - Huck Welch (DO), Montreal AAA Winged Wheelers
- 1934 - Ab Box (QA), Argonauts de Toronto
- 1935 - Abe Eliowitz (DO), Rough Riders d'Ottawa
- 1936 - Arnie Morrison (QA), Rough Riders d'Ottawa
- 1937 - Teddy Morris (AV), Argonauts de Toronto
- 1938 - Wes Cutler (AD), Argonauts de Toronto
- 1939 - Bill Davies (AV), Royals de Montréal
- 1940 - Andy Tommy (AV), Rough Riders d'Ottawa
- 1941 - Tony Golab (DO), Rough Riders d'Ottawa
- 1942 - non-attribué, Seconde Guerre mondiale
- 1943 - non-attribué, Seconde Guerre mondiale
- 1944 - non-attribué, Seconde Guerre mondiale
- 1945 - George Fraser (G), Rough Riders d'Ottawa
- 1946 - Joe Krol (DO), Argonauts de Toronto
- 1947 - Virgil Wagner (DO), Alouettes de Montréal
- 1948 - Eric Chipper (BL), Rough Riders d'Ottawa
- 1949 - Royal Copeland (DO), Argonauts de Toronto
- 1950 - Don Loney (C), Rough Riders d'Ottawa
- 1951 - Bruce Cummings (AV), Rough Riders d'Ottawa
- 1952 - Vince Mazza (BL), Tiger-Cats de Hamilton
- 1953 - Bob Cunningham (CA), Rough Riders d'Ottawa
- 1954 - Sam Etcheverry (QA), Alouettes de Montréal
- 1955 - Avatus Stone (DD), Rough Riders d'Ottawa
- 1956 - Hal Patterson (DD/AR), Alouettes de Montréal
- 1957 - Dick Shatto (DO), Argonauts de Toronto
- 1958 - Sam Etcheverry (QA), Alouettes de Montréal
- 1959 - Russ Jackson (QA), Rough Riders d'Ottawa
- 1960 - Ron Stewart (DO), Rough Riders d'Ottawa
- 1961 - Bobby Jack Oliver (PD), Alouettes de Montréal
- 1962 - George Dixon (DO), Alouettes de Montréal
- 1963 - Garney Henley (DD), Tiger-Cats de Hamilton
- 1964 - Dick Shatto (DO), Argonauts de Toronto
- 1965 - Bernie Faloney (QA), Alouettes de Montréal
- 1966 - Gene Gaines (DD), Rough Riders d'Ottawa
- 1967 - Ron Stewart (DO), Rough Riders d'Ottawa
- 1968 - Larry Fairholm (DD), Alouettes de Montréal
- 1969 - Russ Jackson (QA), Rough Riders d'Ottawa
- 1970 - Bill Symons (DO), Argonauts de Toronto
- 1971 - Mel Profit (AR), Argonauts de Toronto
- 1972 - Garney Henley (RÉ), Tiger-Cats de Hamilton

### De 1973 à 1993
De 1973 à 1993, le trophée est attribué au joueur par excellence de la division Est. Durant cette période, ce joueur est aussi finaliste pour le titre de Joueur par excellence de la Ligue canadienne de football. En 1994 la famille Russel a demandé que le trophée soit retiré ; il a alors été remplacé par le trophée Terry-Evanshen.
Pour la signification des abréviations, voir Glossaire des positions au football canadien.
- 1973 - John Harvey (DO), Alouettes de Montréal
- 1974 - Johnny Rodgers (DO), Alouettes de Montréal
- 1975 - Johnny Rodgers (DO), Alouettes de Montréal
- 1976 - Jimmy Edwards (DO), Tiger-Cats de Hamilton
- 1977 - Jimmy Edwards (DO), Tiger-Cats de Hamilton
- 1978 - Tony Gabriel (AR), Rough Riders d'Ottawa
- 1979 - David Green (DO), Alouettes de Montréal
- 1980 - Gerry Dattilio (QA), Alouettes de Montréal
- 1981 - Tom Clements (QA), Tiger-Cats de Hamilton
- 1982 - Condredge Holloway (QA), Argonauts de Toronto
- 1983 - Terry Greer (RÉ), Argonauts de Toronto
- 1984 - Rufus Crawford (DO), Tiger-Cats de Hamilton
- 1985 - Ken Hobart (QA), Tiger-Cats de Hamilton
- 1986 - James Hood (RÉ), Alouettes de Montréal
- 1987 - Tom Clements (QA), Blue Bombers de Winnipeg
- 1988 - Earl Winfield (RÉ), Tiger-Cats de Hamilton
- 1989 - Tony Champion (RÉ), Tiger-Cats de Hamilton
- 1990 - Michael Clemons (en) (DO), Argonauts de Toronto
- 1991 - Robert Mimbs (DO), Blue Bombers de Winnipeg
- 1992 - Angelo Snipes (SEC), Rough Riders d'Ottawa
- 1993 - Matt Dunigan (QA), Blue Bombers de Winnipeg

## Ligue de football universitaire du Québec
Le trophée Jeff-Russel est attribué au joueur par excellence de la Ligue de football universitaire du Québec à partir de 2003.
Pour la signification des abréviations, voir Glossaire des positions au football canadien.
- 2003 - Mathieu Bertrand (QA), Rouge et Or de l'Université Laval
- 2004 - Jeronimo Huerta-Flores (DO), Rouge et Or de l'Université Laval
- 2005 - Scott Syvret (QA), Stingers de Concordia
- 2006 - Benoît Groulx (QA), Rouge et Or de l'Université Laval
- 2007 - Jamall Lee (DO), Gaiters de Bishop's
- 2008 - 2009 - Benoît Groulx (QA), Rouge et Or de l'Université Laval
- 2010 - 2011 - Simon Charbonneau-Campeau (RÉ), Vert et Or de l'Université de Sherbrooke
- 2012 - Rotrand Sené (DO), Carabins de l'Université de Montréal
- 2013 - Jordan Heather (QA), Gaiters de Bishop's
- 2014 - Hugo Richard (QA), Rouge et Or de l'Université Laval
- 2015 - Trenton Miller (QA), Stingers de Concordia
- 2016 - Samuel Caron (QA), Carabins de l'Université de Montréal
- 2017 - 2018 - Hugo Richard (QA), Rouge et Or de l'Université Laval
- 2019 - Adam Vance (QA), Stingers de Concordia
- 2020 - Saison annulée
- 2021 - Olivier Roy (QA), Stingers de Concordia
- 2022 - Kevin Mital (RÉ), Rouge et Or de l'Université Laval
- 2023 - Jonathan Sénécal (QA), Carabins de l'Université de Montréal[6]
- 2024 - Arnaud Desjardins (QA),  Rouge et Or de l'Université Laval